# Generali Open 2020 - Qualificazioni singolare
Le qualificazioni del singolare del Generali Open 2020 sono state un torneo di tennis preliminare per accedere alla fase finale della manifestazione. I vincitori dell'ultimo turno sono entrati di diritto nel tabellone principale. In caso di ritiro di uno o più giocatori aventi diritto, sono subentrati i lucky loser, ossia i giocatori che hanno perso nell'ultimo turno e che avevano una classifica più alta rispetto agli altri partecipanti che avevano perso nel turno finale.

## Teste di serie
1. Pierre-Hugues Herbert (qualificato)
2. Jahor Herasimaŭ (ultimo turno)
3. Attila Balázs (primo turno)
4. Federico Delbonis (qualificato)
5. Laslo Đere (qualificato)
6. Thiago Monteiro (ultimo turno)

1. James Duckworth (ritirato)
2. Andreas Seppi (ultimo turno)
3. Dominik Koepfer (primo turno)
4. Andrej Martin (primo turno)
5. Yannick Hanfmann (qualificato)
6. Prajnesh Gunneswaran (ultimo turno)

## Qualificati
1. Pierre-Hugues Herbert
2. Maximilian Marterer
3. Marc-Andrea Hüsler

1. Federico Delbonis
2. Laslo Đere
3. Yannick Hanfmann

## Tabellone

### Legenda
| - Q = Qualificato - WC = Wild card - LL = Lucky loser | - ALT = Alternate - SE = Special Exempt - PR = Protected Ranking | - w/o = Walkover - r = Ritirato - d = Squalificato |

### Sezione 1
|  | Primo turno | Primo turno           | Primo turno           | Primo turno | Primo turno |  |  | Ultimo turno | Ultimo turno          | Ultimo turno          | Ultimo turno | Ultimo turno |  |
|  |             |                       |                       |             |             |  |  |              |                       |                       |              |              |  |
|  | 1           | Pierre-Hugues Herbert | Pierre-Hugues Herbert | 6           | 6           |  |  |              |                       |                       |              |              |  |
|  |             | Maxime Cressy         | Maxime Cressy         | 1           | 3           |  |  | 1            | Pierre-Hugues Herbert | Pierre-Hugues Herbert | 6            | 6            |  |
|  | WC          | Leandro Riedi         | 4                     | 6           | 7           |  |  | WC           | Leandro Riedi         | Leandro Riedi         | 3            | 4            |  |
|  | 10          | Andrej Martin         | 6                     | 4           | 64          |  |  |              |                       |                       |              |              |  |

### Sezione 2
|  | Primo turno | Primo turno         | Primo turno     | Primo turno | Primo turno |  |  | Ultimo turno | Ultimo turno        | Ultimo turno        | Ultimo turno | Ultimo turno |  |
|  |             |                     |                 |             |             |  |  |              |                     |                     |              |              |  |
|  | 2           | Jahor Herasimaŭ     | Jahor Herasimaŭ | 7           | 6           |  |  |              |                     |                     |              |              |  |
|  | WC          | Alexander Erler     | Alexander Erler | 62          | 3           |  |  | 2            | Jahor Herasimaŭ     | Jahor Herasimaŭ     | 4            | 4            |  |
|  | ALT         | Maximilian Marterer | 6(1)            | 6           | 6           |  |  | ALT          | Maximilian Marterer | Maximilian Marterer | 6            | 6            |  |
|  | 9           | Dominik Koepfer     | 7               | 3           | 2           |  |  |              |                     |                     |              |              |  |

### Sezione 3
|  | Primo turno | Primo turno          | Primo turno        | Primo turno | Primo turno |  |  | Ultimo turno | Ultimo turno         | Ultimo turno         | Ultimo turno | Ultimo turno |  |
|  |             |                      |                    |             |             |  |  |              |                      |                      |              |              |  |
|  | 3           | Attila Balázs        | Attila Balázs      | 4           | 0           |  |  |              |                      |                      |              |              |  |
|  | ALT         | Marc-Andrea Hüsler   | Marc-Andrea Hüsler | 6           | 6           |  |  | ALT          | Marc-Andrea Hüsler   | Marc-Andrea Hüsler   | 6            | 6            |  |
|  | WC          | Sandro Kopp          | 4                  | 6           | 4           |  |  | 12           | Prajnesh Gunneswaran | Prajnesh Gunneswaran | 3            | 3            |  |
|  | 12          | Prajnesh Gunneswaran | 6                  | 1           | 6           |  |  |              |                      |                      |              |              |  |

### Sezione 4
|  | Primo turno | Primo turno        | Primo turno        | Primo turno | Primo turno |  |  | Ultimo turno | Ultimo turno      | Ultimo turno      | Ultimo turno | Ultimo turno |  |
|  |             |                    |                    |             |             |  |  |              |                   |                   |              |              |  |
|  | 4           | Federico Delbonis  | Federico Delbonis  | 7           | 6           |  |  |              |                   |                   |              |              |  |
|  | ALT         | Matthias Bachinger | Matthias Bachinger | 62          | 4           |  |  | 4            | Federico Delbonis | Federico Delbonis | 6            | 6            |  |
|  |             | Jurij Rodionov     | Jurij Rodionov     | 6           | 6           |  |  |              | Jurij Rodionov    | Jurij Rodionov    | 4            | 2            |  |
|  | ALT         | Luke Saville       | Luke Saville       | 4           | 2           |  |  |              |                   |                   |              |              |  |

### Sezione 5
|  | Primo turno | Primo turno    | Primo turno    | Primo turno | Primo turno |  |  | Ultimo turno | Ultimo turno  | Ultimo turno  | Ultimo turno | Ultimo turno |  |
|  |             |                |                |             |             |  |  |              |               |               |              |              |  |
|  | 5           | Laslo Đere     | Laslo Đere     | 6           | 7           |  |  |              |               |               |              |              |  |
|  | ALT         | Viktor Galović | Viktor Galović | 3           | 5           |  |  | 5            | Laslo Đere    | Laslo Đere    | 6            | 6            |  |
|  | ALT         | Max Purcell    | 6              | 2           | 4           |  |  | 8            | Andreas Seppi | Andreas Seppi | 3            | 4            |  |
|  | 8           | Andreas Seppi  | 1              | 6           | 6           |  |  |              |               |               |              |              |  |

### Sezione 6
|  | Primo turno | Primo turno      | Primo turno      | Primo turno | Primo turno |  |  | Ultimo turno | Ultimo turno     | Ultimo turno | Ultimo turno | Ultimo turno |  |
|  |             |                  |                  |             |             |  |  |              |                  |              |              |              |  |
|  | 6           | Thiago Monteiro  | 6                | 65          | 7           |  |  |              |                  |              |              |              |  |
|  | ALT         | Lucas Miedler    | 2                | 7           | 5           |  |  | 6            | Thiago Monteiro  | 1            | 6            | 3            |  |
|  |             | Ernests Gulbis   | Ernests Gulbis   | 63          | 1           |  |  | 11           | Yannick Hanfmann | 6            | 2            | 6            |  |
|  | 11          | Yannick Hanfmann | Yannick Hanfmann | 7           | 6           |  |  |              |                  |              |              |              |  |